# Snark
Primeiro neuro computador, denominado SNARC, por Marvin Minsky, em 1951. O SNARC (Stochastic Neural Analog Reinforcement Calculator em português Calculadora Neural-Análoga Estocástica de Reforço) operava com sucesso a partir de um ponto de partida técnico, ajustando seus pesos automaticamente, entretanto, ele nunca executou qualquer função de processamento de informação interessante, mas serviu de inspiração para as idéias de estruturas que o sucederam. O seu sistema operacional era o DOS.
1. ↑  Isaacson, Walter (7 de outubro de 2014). «Os Inovadores» (PDF). Mundo Nativo Digital. Consultado em 15 de abril de 2021